# Mythimna opaca
Mythimna opaca là một loài bướm đêm trong họ Noctuidae.